# Ernest Prodolliet (Filmwissenschaftler)
Ernest Prodolliet (* 9. Oktober 1925 in Münsterlingen; † 2009) war ein Schweizer Filmwissenschaftler, Journalist und Dozent für Filmkunde.
Prodolliet studierte an den Universitäten Basel, Aberdeen und Zürich. 1953 wurde er an der Universität Zürich mit einer Arbeit über Cäsar von Arx zum Dr. phil. promoviert. Ab den 1960er Jahren arbeitete er als Pressechef in der Chemiebranche. Er war Filmhistoriker und lehrte als Dozent an der Universität Freiburg.
Prodolliets Nachlass befindet sich im Forschungs- und Archivierungszentrum der Cinémathèque suisse in Zürich.

## Schriften
- Cäsar von Arx. Leben und Werk. Dissertation. Universität Zürich 1953. Keller, Aarau 1953.
- Kleines Lexikon des Wilden Westens: Geschichte und Filme. Sanssouci, Zürich 1963.
- Die Filmpresse in der Schweiz: Bibliographie und Texte. Universitätsverlag, Freiburg 1975, ISBN 3-7278-0139-5.
- Faust im Kino: Die Geschichte des Faustfilms von den Anfängen bis in die Gegenwart. Universitätsverlag, Freiburg 1978, ISBN 3-7278-0186-7.
- Nosferatu: Die Entwicklung des Vampirfilms von Friedrich Wilhelm Murnau bis Werner Herzog. Universitätsverlag, Freiburg 1980, ISBN 3-7278-0223-5.
- Das Abenteuer Kino: Der Film im Schaffen von Hugo von Hofmannsthal, Thomas Mann und Alfred Döblin. Universitätsverlag, Freiburg 1991, ISBN 3-7278-0745-8.
- Kafkas Schweizer Reise, August/September 1911: Dokumentarische Erzählung. Cratander, Basel 1994, ISBN 3-952079-30-8.
- Der NS-Film in der Schweiz im Urteil der Presse, 1933–1945: Eine Dokumentation. Chronos, Zürich 1999, ISBN 3-905313-07-3.